# Von Quast
Von Quast is een oeradellijk Duits geslacht dat voor het eerst vermeld wordt in 1315.

## Geschiedenis
De bewezen stamreeks begint met Ulricus Quast die in 1315 in Lindau wordt vermeld. In 2014 bestonden er nog twee linies: de oudste was die van Radensleben, van wie de stamvader Henning (†1609) is en die tevens de chef de famille leverde: de toendertijds ongehuwde ir. Siegfried von Quast (1951); het chefschap zal daarom overgaan op zijn achterneef ir. Günter von Quast (1941) of diens zoon Markus (1977). De eerste linie kende in 2014 nog acht mannelijke telgen, de laatste geboren in 2006.
De tweede linie, Garz naar het dorp en de Burg Garz, heeft als stamvader Albrecht (†1626). Het dorp met de burcht wordt vanaf begin 15e eeuw genoemd als bezit van het geslacht Quast; in 1945 werd het na de oorlog aan een telg onteigend. Hiervan was het hoofd in 2014 ir. Eberhard von Quast (1934). De tweede linie kende in 2014 ook acht mannelijke telgen, de laatste geboren in 2013.
De linies en takken zijn vernoemd naar voormalige heerlijkheden of adellijke huizen; na de Tweede Wereldoorlog werden die, als liggend in Oost-Duitsland, aan de familie onttrokken.
Sinds 1881 bestaat er een familievereniging in Berlijn. Sigismund von Quast (1911-2004), vader van de genoemde ir. Günter von Quast (1941), schreef in 1974 de geschiedenis van zijn familie, met later nog aanvullingen voor de periode tot 1988.